# Zakorenje
Zakorenje falu Horvátországban Pozsega-Szlavónia megyében. Közigazgatásilag Bresztováchoz tartozik.

## Fekvése
Pozsegától légvonalban és közúton 10 km-re, községközpontjától légvonalban és közúton 3 km-re nyugatra, Szlavónia középső részén, az Orljavától délre, a Pozsegai-hegység északi lejtőin, a Pozsegát Nova Gradiškával összekötő főút mentén fekszik.

## Története
A települést 1398-ban („Zokurennia”), 1455-ben („Zakorennya”) és 1504-ben („Zakorenya”) is említik. A török uralom idején muzulmán lakossága volt, akik a felszabadítás során Boszniába távoztak. 1697 körül katolikus horvátok és pravoszláv szerbek települtek ide. 1698-ban „Szakorenye” néven 3 portával szerepel a török uralom alól felszabadított szlavóniai települések összeírásában. A bresztováci uradalomhoz tartozott. Az első katonai felmérés térképén „Dorf Zakorenje” néven látható. Lipszky János 1808-ban Budán kiadott repertóriumában „Zakorenye” néven szerepel. Nagy Lajos 1829-ben kiadott művében „Zakorenje” néven 36 házzal és 325 katolikus vallású lakossal találjuk. 1857-ben 208, 1910-ben 237 lakosa volt. 1910-ben a népszámlálás adatai szerint lakosságának 99%-a horvát anyanyelvű volt. Pozsega vármegye Pozsegai járásának része volt. Az első világháború után 1918-ban az új szerb-horvát-szlovén állam, majd később (1929-ben) Jugoszlávia része lett. A falu 1969-ben kapott elektromos áramot. 1991-ben lakosságának 97%-a horvát nemzetiségű volt. 2011-ben 187 lakosa volt.

## Lakossága
| Lakosság változása | Lakosság változása | Lakosság változása | Lakosság változása | Lakosság változása | Lakosság változása | Lakosság változása | Lakosság változása | Lakosság változása | Lakosság változása | Lakosság változása | Lakosság változása | Lakosság változása | Lakosság változása | Lakosság változása | Lakosság változása |
| ------------------ | ------------------ | ------------------ | ------------------ | ------------------ | ------------------ | ------------------ | ------------------ | ------------------ | ------------------ | ------------------ | ------------------ | ------------------ | ------------------ | ------------------ | ------------------ |
| 1857               | 1869               | 1880               | 1890               | 1900               | 1910               | 1921               | 1931               | 1948               | 1953               | 1961               | 1971               | 1981               | 1991               | 2001               | 2011               |
| 208                | 212                | 186                | 209                | 231                | 237                | 247                | 272                | 254                | 271                | 258                | 260                | 239                | 231                | 205                | 187                |

## Nevezetességei
Szent Márk tiszteletére szentelt temetőkápolnája.